# 隈病院
医療法人 神甲会 隈病院（いりょうほうじん しんこうかい くまびょういん）は、兵庫県神戸市中央区にある甲状腺を専門とする医療機関。法人理事長は隈夏樹（くま なつき）、院長は赤水尚史（あかみず たかし）。病床数は58床（アイソトープ治療専用病室4床を含む）。

## 概要
甲状腺の専門病院。外来患者数は年間181,405人、1日平均は664人。年間1,937件の手術を実施する（いずれも2019年実績）。また、年間182件（国内155件、海外27件）の学会発表を行い、77本（日本語46件、英文31件）の論文を発表している（2018年実績）。

## 歴史
1932年（昭和7年）12月に初代院長である隈 鎮雄（くま しずお）により設立。開院時の新聞広告にバセドウ氏病と書かれていることから、当初から甲状腺医療に積極的だったと思われるが、1966年（昭和41年）に二代目院長に就任した隈 寛二は一般外科を廃止し、甲状腺専門病院へと転換する 。
1981年（昭和56年）に個人病院から医療法人となり医療法人 神甲会を設立。隈 寛二が初代理事長に就任した。その5年後の1986年（昭和61年）にはRC造の病院に建て替え、病床数を25床から57床へ拡大（アイソトープ治療専用病室2床を含む）。1993年（平成5年）、後の三代目院長となる宮内昭（当時非常勤医）のもとで甲状腺微小がんに対するアクティブサーベイランス（非手術積極的経過観察）の臨床研究を開始。
臨床研究によって、甲状腺微小がんの9割以上は手術をせずとも増大・進行しないことを示した。この結果を受け、2010年の甲状腺腫瘍診療ガイドライン（日本内分泌外科学会・日本甲状腺外科学会編集）では、甲状腺微小がんは十分な説明と同意を前提に、アクティブサーベイランスが取り扱い方法の1つとして容認されるようになった。2015年には米国甲状腺学会による成人の甲状腺腫瘍取扱いガイドラインにおいても同様の推奨がなされるようになった。さらに、2018年の甲状腺腫瘍診療ガイドライン（日本内分泌外科学会・日本甲状腺外科学会編集）では低リスクの甲状腺微小がんは積極的にアクティブサーベイランスが推奨されている。2000年（平成12年）に宮内昭が三代目院長に就任。2010年（平成22年）に隈 夏樹が医療法人神甲会の二代目理事長に就任。2001年（平成13年）から年に1度、甲状腺に関する研究結果を発表する隈病院甲状腺研究会を主催しており、2021年（令和3年）3月には第21回目が開催された。

## 診療科目
標榜している診療科目は以下のとおり。
- 内科
- 内分泌内科
- 外科
- 頭頸部外科
- 乳腺外科
- 精神科
- 耳鼻咽喉科
- 眼科
- 麻酔科
- 病理診断科
- 放射線科

## 施設基準
適合している施設基準は以下のとおり。
- 急性期一般入院料4
- 診療録管理体制加算2
- 療養環境加算
- 医療安全対策加算2
- 医療安全対策地域連携加算2
- 患者サポート体制充実加算
- データ提出加算1（ロ）
- がん性疼痛緩和指導管理料
- 薬剤管理指導料
- 外来化学療法加算2
- 無菌製剤処理料1（イ）
- 検体検査管理加算（I）
- センチネルリンパ節生検
- コンピュータ断層撮影（CT撮影）
- エタノールの局所注入（甲状腺）
- 耳下腺悪性腫瘍手術
- バセドウ甲状腺全摘（亜全摘）術（両葉）
- 乳腺悪性腫瘍手術における乳がんセンチネルリンパ節加算1及び2
- 麻酔管理料（I）
- 病理診断管理加算1
- 悪性腫瘍病理組織標本加算
- 入院時食事療養（I）

## 認定施設
認定施設は以下のとおり。
- 日本甲状腺学会 専門医制度認定専門医施設
- 日本内分泌外科学会 専門医制度認定施設
- 日本外科学会 専門医制度指定修練施設
- 日本内分泌学会 内分泌代謝科専門医制度認定教育施設
- 日本乳癌学会 専門医制度規則認定施設
- 日本がん治療認定医機構 認定研修施設
- 日本遺伝性腫瘍学会 認定遺伝性腫瘍研修施設
- 日本臨床腫瘍学会 認定研修施設
- 日本臨床腫瘍学会 認定研修施設（連携施設）
- 日本臨床細胞学会 認定施設
- 日本臨床細胞学会 認定教育研修施設
- 日本超音波医学会 認定超音波専門医研修施設
- 日本医療機能評価機構 認定施設